# آبور
آبْوِر (به آلمانی: Abwehr) سازمان اطلاعات نظامی ارتش آلمان نازی بود که از سال ۱۹۲۰ تا ۱۹۴۵ میلادی، فعالیت می‌کرد. علیرغم آنکه بنابر پیمان ورسای آلمانی‌ها حق نداشتند تا سازمان جاسوسی داشته باشند در سال ۱۹۲۰ یک گروه جاسوسی و درقالب وزارت دفاع تشکیل شد. در ابتدا این سازمان صرفاً وظایف ضد جاسوسی داشت اما رفته رفته مسئولیت‌های این سازمان گسترده‌تر شد.
در سال ۱۹۲۹ زمانی که ژنرال کورت فن اشلایشر تصدی وزارت دفاع را بر عهده داشت واحدهای اطلاعاتی موجود در وزارت دفاع یکپارچه شدند و ماهیت سازمان آبور انسجام یافت. در ابتدا تمامی پایگاه‌های آبور در مناطق نظامی واقع شده بودند اما وقتی که رایش سوم توسعه یافت اداره‌های بیشتری از این سازمان در مناطقی بی‌طرف بنا نهاده شد.
در سال ۱۹۳۵ وزارت «دفاع» به وزارت «جنگ» تغییر نام داد و سپس با دستور هیتلر در غالب «ستاد عالی فرماندهی نیروهای مسلح»OKW تلفیق شد. از سال ۱۹۳۸ سازمان OKW بخشی از ادارهٔ Führer's personal بود و سازمان آبور هم تحت فرماندهی دریاسالار ویلهلم کاناریس سازمان اطلاعاتی این نهاد بود. مقرِّ فرماندهی اصلی آن در برلین واقع شده بود.